# 미나토가와역
미나토가와역(일본어: 湊川駅, みなとがわえき)은 일본 효고현 고베시 효고구 아라타초 1초메에 있는 고베 전철의 역이다. 역 번호는 KB 02이다. 표고는 0m로, 본사의 역 중에서는 가장 낮다.
1968년 이전에는 고베 시내의 고베 전철 터미널이지만 고베 고속 철도 개업과 함께 그 역할은 신카이치 역으로 옮겨졌다.

## 이용 가능 철도 노선
- 고베 전철
  - 아리마 선・고베 고속선
- 고베 시영 지하철
- 세이신·야마테 선 미나토가와코엔 역 - 연결 통로를 경유하여 환승 가능하다.

고베 고속선에 대해서는 고베 전철은 제2종 철도 사업자인 고베 고속 철도가 제3종 철도 사업자로 시설을 보유하고 있다.
신카이치 개통 이후에 신조된 것을 포함하여 차량에는 미나토가와 행 표 자막도 준비되어 있지만, 당역 발착의 열차는 설정되지 않았다.

## 역 구조
지하 1층에 대합실과 개찰구가 있어, 지하 2층에 승강장이 있는 지하역이다. 승강장은 섬식 승강장 1면 2선에서 유효 길이는 6량분이었지만 1번 스즈란다이 방향의 화장실이 철거되고, 그 앞에 엘리베이터가 설치되면서 현재는 5량 편성분이다. 다만, 현재 정차 열차는 4량 편성 이하이다. 신카이치 방향의 승강장 끝에 고베 전철과 고베 고속 철도의 경계가 있다. 화장실은 남녀별 수세식이고 예전에는 스즈란다이 방향에 승강장이 있었지만 현재는 엘리베이터가 설치되어 지하 1층 대합실에 배리어 프리 대응 화장실이 설치되었다.

### 승강장
| 1 | ■ 상행 | (고베 전철 고베 고속선) | 신카이치 방면 |
| 2 | ■ 하행 | (아리마 선)             | 스즈란다이・다니가미・아리마구치・아리마온센・요코야마・산다・니시스즈란다이・고바타・오시베다니・시지미・에비스・미키・오노・아오 방면 |

- 이전에는 하행 승강장을 중간에서 끊어서, 신카이치 방향을 아오 선 열차용 2번 선, 스즈란다이 방향을 아리마 선 열차용 3번 선으로 있었다. 현재의 하행선 승강장은 2번 선으로 하나의 플랫폼으로 통일되었지만 그 잔영에서 자동 방송에서는 "2번 선"이 아닌 "하행선"이라고 표기되어 있다.

## 역 주변
- 택시 승강장
- 효고 구청
- 효고 공회당
- 효고 경찰서
- 효고 소방서
- 아라타 공원
- 미나토가와 공원
- 고베 시립 에게야마 초등학교
- 고베 시립 미나토가와 중학교
- 고베 시립 구스노키 고등학교
- 고베 가쿠인 대학 부속 고등학교
- 인공위성 만두
- 미쓰이스미토모 은행 미나토가와 지점

## 역사
- 1928년 11월 28일: 영업 개시.
- 1968년
  - 4월 6일: 현재 위치로 이전하고 이 날만 고베 고속 철도 난보쿠 선 내는 회송하여 미나토가와 역 발착으로 운행되었음.
  - 4월 7일: 고베 고속 철도 난보쿠 선이 개업하고 직통 운행 개시.
- 1995년
  - 1월 17일: 한신・아와지 대지진으로 재해를 입고 불통이 됨.
  - 6월 22일: 운행 재개.
- 2005년: 배리어 프리 공사와 동시에 엘리베이터 설치.
- 2010년 10월 1일: 고베 고속 철도 난보쿠 선 운영 형태를 본 회사에서 고베 전철으로 이관하고 고베 전철 고베 고속선으로 운영 개시와 동시에 고베 전철과 고베 고속 철도의 공동사용역 취급을 고베 전철의 단독역 취급으로 변경.
- 2014년 4월 1일: 역 번호 도입.

## 인접역
| 고베 전철 고베 고속선・아리마 선 | 고베 전철 고베 고속선・아리마 선           | 고베 전철 고베 고속선・아리마 선            |
| -------------------------------- | ------------------------------------------ | ------------------------------------------- |
| KB01 신카이치 신카이치 방면      | ■ 특쾌속(신카이치 행만 운전) ■ 쾌속 ■ 급행 | 스즈란다이 KB06 산다・아오・아리마온센 방면 |
| KB01 신카이치 신카이치 방면      | ■ 준급 ■ 보통                              | 나가타 KB03 산다・아오・아리마온센 방면     |